# Сассон, Робер
Робер Сассон (фр. Robert Sassone, 23 ноября 1978, Нумеа — 21 января 2016, Нумеа) — французский профессиональный трековый и шоссейный велогонщик. Участник Летних Олимпийских игр 2000 года, победитель и призёр чемпионатов мира на треке.

## Достижения

### Трек
1996
3-й на Шесть дней Нумеа (c Жаном-Мишелем Тессье)
1997
2-й на Шесть дней Нумеа (c Жаном-Мишелем Тессье)
1998
1-й на Шесть дней Нумеа (c Жаном-Мишелем Тессье)
1999
 Чемпионат Европы — Мэдисон (с Дамьеном Поммеро)
6-дневная велогонка: Нумеа — 1-е место (c Кристианом Пьерроном)
2001
 Чемпионат мира — Мэдисон (с Жеромом Нёвиллем)
1-й на Шесть дней Нумеа (c Жаном-Мишелем Тессье)
2002
1-й на Шесть дней Нумеа (c Жаном-Мишелем Тессье)
2003
 Чемпионат мира — Скрэтч
1-й на Шесть дней Нумеа (c Жаном-Мишелем Тессье)

## Шоссе
2001
4-й и 8-й этапы на Круг Лотарингии
2002
3-й этап на Тур Лимузена
2003
2-й этап на Тур Пуату — Шаранта